# 維利霍韋齊 (卡緬涅茨-波多利斯基區)
48°38′50″N 26°30′49″E / 48.64722°N 26.51361°E
維利霍韋齊（烏克蘭語：Вільховець），是烏克蘭的村落，位於該國西部赫梅利尼茨基州，由卡緬涅茨-波多利斯基區負責管轄，始建於1939年，面積2.99平方公里，2001年人口250。